# Liste der Baudenkmäler in Inzell
Auf dieser Seite sind die Baudenkmäler in der oberbayerischen Gemeinde Inzell zusammengestellt. Diese Tabelle ist eine Teilliste der Liste der Baudenkmäler in Bayern. Grundlage ist die Bayerische Denkmalliste, die auf Basis des Bayerischen Denkmalschutzgesetzes vom 1. Oktober 1973 erstmals erstellt wurde und seither durch das Bayerische Landesamt für Denkmalpflege geführt wird. Die folgenden Angaben ersetzen nicht die rechtsverbindliche Auskunft der Denkmalschutzbehörde.

## Baudenkmäler nach Ortsteilen

### Inzell
| Lage                                | Objekt                           | Beschreibung | Akten-Nr.              | Bild                             |
| ----------------------------------- | -------------------------------- | --- | ---------------------- | -------------------------------- |
| Dammweg 2 (Standort)                | Bauernhaus                       | Mittertennbau, Wohnteil mit Blockbau-Obergeschoss, Firstpfette bezeichnet mit dem Jahr 1554, Erdgeschoss Ende 18. Jahrhundert ausgemauert, Wirtschaftsteil mit höher liegendem First, im Kern Ende 18. Jahrhundert.                               | D-1-89-124-2 Wikidata  | Bauernhaus                       |
| Fritz-Gastager-Straße 10 (Standort) | Steintafel                       | bezeichnet mit dem Jahr 1543; am Krankenhaus. | D-1-89-124-8 Wikidata  | Steintafel                       |
| Kirchweg 5 (Standort)               | Wohnhaus, Hausname Dufter-Kramer | Zweigeschossiges Wohnhaus mit Kreuzgiebeln, schmiedeeisernes Balkongeländer bezeichnet mit dem Jahr 1882. | D-1-89-124-49 Wikidata | Wohnhaus, Hausname Dufter-Kramer |
| Nähe Traunsteiner Straße (Standort) | Bildstock                        | Rotmarmor-Bildstock mit Laterne, bezeichnet mit dem Jahr 1743; in der Ortsmitte. | D-1-89-124-10 Wikidata | Bildstock                        |
| Rathausplatz 2 (Standort)           | Pfarrkirche St. Michael          | Katholische Pfarrkirche St. Michael, Saalbau mit eingezogener Apsis, einheitlicher Neubau 1725–27, Westturm im Kern romanisch; mit Ausstattung; Friedhofsmauer, bezeichnet mit dem Jahr 1715; Grabsteine und -kreuze des 19. und 20. Jahrhundert. | D-1-89-124-1 Wikidata  | weitere Bilder                   |
| Reichenhaller Straße 6 (Standort)   | Kleinhaus                        | Kleinhaus mit verputztem Blockbau-Obergeschoss, im Kern Ende 17. Jahrhundert, Firstpfette bezeichnet mit dem Jahr 1776. | D-1-89-124-5 Wikidata  | Kleinhaus                        |
| Schmelzer Straße 2 (Standort)       | Hofmarksrichterhaus              | Ehemaliges Hofmarksrichterhaus, zweigeschossig, giebelseitig mit Flacherker, erbaut 1590, steiles Schopfwalmdach erstes Drittel 19. Jahrhundert.                                                                                                  | D-1-89-124-6 Wikidata  | Hofmarksrichterhaus              |
| Schmelzer Straße 19 (Standort)      | Wohnhaus                         | Wohnhaus, zweigeschossig mit Flachsatteldach und reich verziertem hölzernem Laubenvorbau, im Heimatstil, erbaut 1903. | D-1-89-124-7 Wikidata  | Wohnhaus                         |
| Traunsteiner Straße 5 (Standort)    | Bauernhaus, Hausname Rabenbauer  | Bauernhaus mit doppelter Widerkehr, diese an der Firstpfette bezeichnet mit dem Jahr 1791, Wohnteil mit verputztem Blockbau-Obergeschoss und Hochlaube, Firstpfette bezeichnet mit dem Jahr 1798, Fassadenmalereien Anfang 20. Jahrhundert.       | D-1-89-124-9 Wikidata  | Bauernhaus, Hausname Rabenbauer  |

### Weitere Ortsteile
| Lage                                               | Objekt                                                       | Beschreibung | Akten-Nr.              | Bild                                                         |
| -------------------------------------------------- | ------------------------------------------------------------ | --- | ---------------------- | ------------------------------------------------------------ |
| Adlgaß 1 (Standort)                                | Ehemaliger Forsthof                                          | jetzt Gasthaus, massives Mitterstallhaus mit flach geneigtem Vier-Pfettendach, Sandsteintürgewände bezeichnet mit dem Jahr 1765, im 19. Jahrhundert erneuert; Parallelstadel, Firstpfette bezeichnet mit dem Jahr 1776, massives Erdgeschoss und Hakenschopf um 1900.                                               | D-1-89-124-11 Wikidata | Ehemaliger Forsthof                                          |
| Bäckeralm, am Teisenberg, 1067 m Höhe (Standort)   | Almkaser und ehem. Futterstall, sog. Bäckeralm               | kleine Einfirstanlage mit Legschindeldach, Wohnteil aus verputztem Bruchsteinmauerwerk mit hohem Kniestock, Giebel und Wirtschaftsteil in Blockbauweise, 1799 | D-1-89-124-53          | Almkaser und ehem. Futterstall, sog. Bäckeralm               |
| Breitmoos 36 (Standort)                            | Bauernhaus, Hausname Alter Buchschloeglhof                   | Wohnteil des ehemaligen Bauernhauses, mit Blockbau-Obergeschoss und weit vorkragendem Sieben-Pfettendach, an der Firstpfette bezeichnet mit dem Jahr 1801, im Kern Mitte 18. Jahrhundert, Hochlaube mit Balusterbrüstung, Giebellaube erneuert.                                                                     | D-1-89-124-12 Wikidata | Bauernhaus, Hausname Alter Buchschloeglhof                   |
| Duft 7 (Standort)                                  | Ehemaliges Kleinbauernhaus                                   | mit Blockbau-Obergeschoss, Firstpfette bezeichnet mit dem Jahr 1708, Wirtschaftsteil ausgebaut. | D-1-89-124-13 Wikidata | Ehemaliges Kleinbauernhaus                                   |
| Einsiedl 2 (Standort)                              | Katholische Filialkirche St. Nikolaus                        | im Oberland, Langhaus im Kern um 1200, eingezogener, polygonaler Chor spätgotisch, 1866/67 überarbeitet; mit Ausstattung. | D-1-89-124-14 Wikidata | weitere Bilder                                               |
| Kapell 3 (Standort)                                | Peststein                                                    | Rotmarmorfindling mit eingeritztem Kreuz, wohl 14./15. Jahrhundert; am Weg nach Breitmoos. | D-1-89-124-15 Wikidata | Peststein                                                    |
| Gschwendt 3 (Standort)                             | Kruzifix                                                     | 18. Jahrhundert, mit erneuertem Wettermantel; bei Haus Nr. 3. | D-1-89-124-17 Wikidata | Kruzifix                                                     |
| Gschwendt 3 (Standort)                             | Bauernhaus                                                   | Bauernhaus mit hoch liegender Mittertenne, Wohnteil aus geschlämmtem Bruchstein, Türgewände bezeichnet mit dem Jahr 1841, Dach ausgebaut und Hochlaube erneuert; zugehörig Schupfen mit Legschindeldach, an der Firstpfette bezeichnet mit dem Jahr 1810.                                                           | D-1-89-124-16 Wikidata | Bauernhaus                                                   |
| Hutterer Weg 55 (Standort)                         | Bauernhaus, Hausname Unterhutterer                           | Bauernhaus mit Blockbau-Obergeschoss und bemalten Pfettenköpfen, im Inneren (Stubenbalken) bezeichnet mit dem Jahr 1691, Dach 1956 angehoben und Lauben erneuert; zugehörig Brechelbad mit hölzernem Obergeschoss, 19. Jahrhundert.                                                                                 | D-1-89-124-18 Wikidata | Bauernhaus, Hausname Unterhutterer                           |
| Keitl 4 (Standort)                                 | Bauernhaus                                                   | Wohnteil des Bauernhauses, mit reich bemalten Pfettenköpfen, Firstpfette und Türgewände bezeichnet mit dem Jahr 1819, Giebellaube mit Balusterbrüstung, Hochlaube mit filigran gesägter Brüstung, um 1870/80; zugehörig verbretterter Stadel mit Längseinfahrt, Backstube und Kammer, erste Hälfte 19. Jahrhundert. | D-1-89-124-19 Wikidata | Bauernhaus                                                   |
| Kienberg, Schmelzer Straße 118 (Standort)          | Ehemaliges Verwalter- und Knappenwohnhaus des Bergwerks      | jetzt Bauernhaus, breit gelagerter Massivbau mit Flachsatteldach und Querfletz, Ende 18. Jahrhundert, Fletztür bezeichnet mit dem Jahr 1880, Wirtschaftsteil mit gewölbtem Stall, angebaut erste Hälfte 19. Jahrhundert.                                                                                            | D-1-89-124-51 Wikidata | Ehemaliges Verwalter- und Knappenwohnhaus des Bergwerks      |
| Klaffeln 1 (Standort)                              | Kruzifix                                                     | Großes hölzernes Kruzifix, bäuerlich, wohl 18. Jahrhundert; am Stall des Hofes. | D-1-89-124-50 Wikidata | Kruzifix                                                     |
| Klaffeln; Klaffeln 1 (Standort)                    | Hofkapelle                                                   | Bau mit einseitigem Walmdach, um 1930. | D-1-89-124-21 Wikidata | Hofkapelle                                                   |
| Kranawitt, Reichenhaller Straße 49 (Standort)      | Bauernhaus                                                   | Blockbau-Obergeschoss eines ehemaligen Bauernhauses, mit Bemalungen, umlaufender Laube und Hochlaube, an der Firstpfette bezeichnet mit dem Jahr 1806, aus Ramsen (Gde. Ruhpolding) transferiert und über nachgebildetem Erdgeschoss wieder errichtet, übernommenes Türgewände bezeichnet mit dem Jahr 1792.        | D-1-89-124-22 Wikidata | Bauernhaus                                                   |
| Kranawitt, Reichenhaller Straße 51 (Standort)      | Kleinanwesen                                                 | zweigeschossiger Massivbau, an der Firstpfette bezeichnet mit dem Jahr 1766. | D-1-89-124-23 Wikidata | BW                                                           |
| Kreuzfeldstraße 3 (Standort)                       | Bauernhaus, Hausname Beim Kreuzfelder                        | Massiver Wohnteil des ehemaligen Bauernhauses, an der Firstpfette bezeichnet mit dem Jahr 1819/1981. | D-1-89-124-24 Wikidata | Bauernhaus, Hausname Beim Kreuzfelder                        |
| Niederachen, Abt-Johannes-Höck-Straße 1 (Standort) | Katholische Filialkirche Mariä Himmelfahrt                   | dreijochiger Saalbau mit eingezogener Apsis, erbaut 1696–98, Turm des Vorgängerbaus an der Nordwestseite; mit Ausstattung. | D-1-89-124-25 Wikidata | weitere Bilder                                               |
| Niederachen, Abt-Johannes-Höck-Straße 6 (Standort) | Ehemaliges Pfarrhaus                                         | heute Erholungsheim, stattlicher Massivbau mit Halbwalmdach, erbaut 1811, im Innern vollständig erneuert. | D-1-89-124-26 Wikidata | Ehemaliges Pfarrhaus                                         |
| Niederachen (Standort)                             | Wasserkapelle, unterhalb der Kirche Mariä Himmelfahrt        | quadratischer Bau mit Zeltdach, 18. Jahrhundert | D-1-89-124-27 Wikidata | Wasserkapelle, unterhalb der Kirche Mariä Himmelfahrt        |
| Oed, Kreuzfeldstraße 40 (Standort)                 | Bauernhaus, Hausname Lindlbauer                              | Bauernhaus mit doppelter Widerkehr, massiver Wohnteil mit Hoch- und Giebellaube, an der Firstpfette bezeichnet mit dem Jahr 1724. | D-1-89-124-28 Wikidata | Bauernhaus, Hausname Lindlbauer                              |
| Oedmühl, Kreuzfeldstraße 16 (Standort)             | Ehemalige Mühle, Hausname Ödmühle                            | stattlicher Bau mit Schopfwalmdach und hoch liegender Mittertenne, an zwei Pfetten und am Türgewände bezeichnet mit dem Jahr 1833, Stall zum Teil mit Böhmischen Kappen; mit Mühlenausstattung. | D-1-89-124-29 Wikidata | Ehemalige Mühle, Hausname Ödmühle                            |
| Paulöd 1 (Standort)                                | Ehemaliges Bauernhaus, Hausname Paulöder                     | Wohnteil mit hohem Kniestock und Schopfwalmdach, Firstpfette bezeichnet mit dem Jahr 1845, Stall mit Kreuzgratgewölben. | D-1-89-124-30 Wikidata | Ehemaliges Bauernhaus, Hausname Paulöder                     |
| Reith 17 (Standort)                                | Bauernhaus, Hausname Riemerhof am Reith                      | Wohnteil mit Blockbau-Obergeschoss und Sieben-Pfettendach, im Kern 17./18. Jahrhundert. | D-1-89-124-31 Wikidata | Bauernhaus, Hausname Riemerhof am Reith                      |
| Schmelz, Fahrriesboden (Standort)                  | Bildstock zwischen Schmelz und Waldkapelle Fahrriesboden     | Bildstock 'Die Rast am Fahrriesboden', bezeichnet mit dem Jahr 1746; mit Ausstattung. | D-1-89-124-35 Wikidata | Bildstock zwischen Schmelz und Waldkapelle Fahrriesboden     |
| Schmelz, Fahrriesboden (Standort)                  | Waldkapelle am Fahrriesboden                                 | sogenannte Knappenkapelle, mit Schopfwalmdach, im Inneren bezeichnet mit dem Jahr 1800; mit Ausstattung; unterhalb hölzernes Kruzifix, wohl 18. Jahrhundert, in erneuertem Wettermantel. | D-1-89-124-34 Wikidata | Waldkapelle am Fahrriesboden                                 |
| Schmelz, Schmelzer Straße 132 (Standort)           | Kapelle                                                      | Bau mit Schopfwalmdach und Dachreiter, 18./19. Jahrhundert; mit Ausstattung. | D-1-89-124-33 Wikidata | Kapelle                                                      |
| Schneewinkl 1 (Standort)                           | Bauernhaus, Hausname Schneewinkl                             | Bauernhaus, Mittertennbau mit doppeltem Hakenschopf, Wohnteil zum Teil verputzter Blockbau, Türgewände bezeichnet mit dem Jahr 1807, Lauben modern, Hakenschopf im 20. Jahrhundert erneuert; zugehörig ehemaliges Brechelbad aus Mischmauerwerk, 18./19. Jahrhundert.                                               | D-1-89-124-36 Wikidata | Bauernhaus, Hausname Schneewinkl                             |
| See, Reichenhaller Straße 63 (Standort)            | Ehem. Schefflerei, Hausname Binder am See (vormals Seebauer) | Ehemaliges Handwerkeranwesen (Schefflerei), Wohnteil mit verputztem Blockbau-Obergeschoss, im Kern erstes Viertel 18. Jahrhundert, Umbau mit Erhöhung um Kniestock, an der Firstpfette bezeichnet mit dem Jahr 1855, Hochlaube aus Brettbalustern, doppelter Hakenschopf mit Böhmischen Kappen.                     | D-1-89-124-37 Wikidata | Ehem. Schefflerei, Hausname Binder am See (vormals Seebauer) |
| Sulzbacher Straße 21 (Standort)                    | Bauernhaus, Hausname Beim Walch                              | Wohnteil des ehemaligen Bauernhauses, mit Blockbau-Obergeschoss, Firstpfette bezeichnet mit dem Jahr 1794, Lauben und Dach modern. | D-1-89-124-39 Wikidata | Bauernhaus, Hausname Beim Walch                              |
| Sulzbacher Straße 31 (Standort)                    | Bauernhaus, Hausname Schneiderbauer                          | Bauernhaus mit hoch liegender Mittertenne, Hakenschopf und Widerkehr, Wohnteil mit Blockbau-Obergeschoss, ornamentalem Malschrot und bemalten Pfettenköpfen, einseitig umlaufende Laube und Hochlaube mit gesägter Brüstung, Firstpfette und Malschrot bezeichnet mit dem Jahr 1781, Widerkehr um 1900.             | D-1-89-124-40 Wikidata | Bauernhaus, Hausname Schneiderbauer                          |
| Thurn 1 (Standort)                                 | Bauernhaus, Hausname Thurner                                 | Wohnteil des Bauernhauses, mit Blockbau-Obergeschoss, erbaut 1733, Lauben und Dach erneuert. | D-1-89-124-41 Wikidata | Bauernhaus, Hausname Thurner                                 |
| Vorderbichl, Froschseer Straße 8 (Standort)        | Kleinbauernhaus                                              | Kleinbauernhaus mit doppeltem Hakenschopf, Wohnteil mit verputztem Blockbau-Obergeschoss, bemalten Pfettenköpfen und Balusterlauben, Firstpfette bezeichnet mit dem Jahr 1797. | D-1-89-124-42 Wikidata | Kleinbauernhaus                                              |
| Wien (Standort)                                    | Antoniuskapelle                                              | verbretterter Fachwerkbau mit Dachreiter, erbaut 1894, mit Ausstattung; zugehörig Lourdesgrotte, unterhalb der Kapelle, spätes 19. Jahrhundert. | D-1-89-124-43 Wikidata | weitere Bilder                                               |
| Wien, Salinenweg 69 (Standort)                     | Ehemalige Hammerschmiede                                     | zweigeschossiger Massivbau mit Querfletz und Schopfwalmdach, Hochlaube mit Balusterbrüstung, an der Dachuntersicht bezeichnet mit dem Jahr 1754, steinernes Türgewände bezeichnet mit dem Jahr 1828. | D-1-89-124-44 Wikidata | Ehemalige Hammerschmiede                                     |
| Würau, Adlgasser Straße 67 (Standort)              | Bauernhaus, Hausname Holzbub (vormals Erber)                 | Wohnteil des Bauernhauses, Obergeschoss und Giebelfeld in Blockbau, Lauben mit geschlossener Brüstung, ehemalige Firstpfette bezeichnet mit dem Jahr 1722. | D-1-89-124-46 Wikidata | Bauernhaus, Hausname Holzbub (vormals Erber)                 |
| Würau, Adlgasser Straße 68 (Standort)              | Parallelstadel                                               | Zugehörig Parallelstadel mit niedriger Quertenne und Flachsatteldach, Firstpfette bezeichnet mit dem Jahr 1824. | D-1-89-124-47 Wikidata | BW                                                           |